# Kaestneriella tenebrosa
Kaestneriella tenebrosa är en insektsart som beskrevs av Edward L. Mockford och Sullivan 1990. Kaestneriella tenebrosa ingår i släktet Kaestneriella och familjen sorgstövsländor. Inga underarter finns listade i Catalogue of Life.